# 빈볼

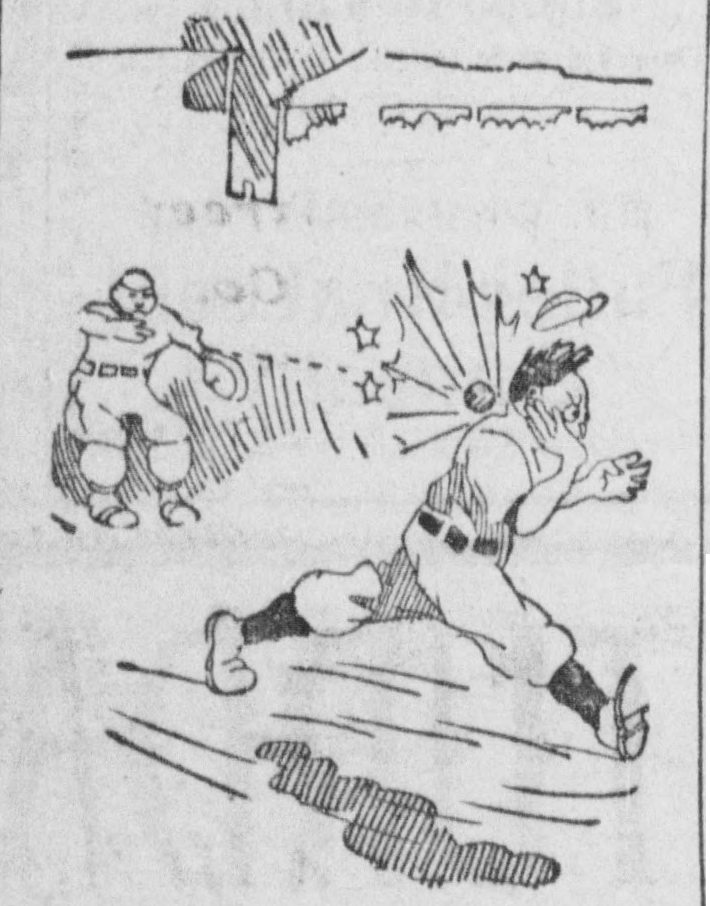

빈볼(영어: beanball)은 야구 용어로, 상대 선수의 머리를 향해 야구공을 던지는 것을 의미한다. "빈"(bean, 콩)이란 머리통을 의미하는 속어다. 빈볼을 자주 던지는 투수는 "헤드헌터"(headhunter)라고 불린다.
빈볼은 브러시백 투구(brushback pitch)와 비슷하지만, 타자의 머리를 향해 던져서 맞히려는 고의성이 있는 투구다. 전략적으로 사용되는 경우는 거의 없고, 대개 분노나 짜증으로 인해 우발적으로 발생한다. 그러나 헤드헌터로 유명한 투수를 마주한 타자는 빈볼의 발생을 두려워하여 위축될 수 있으며, 이것이 투수에게 전략적 이점을 줄 수도 있다.
빈볼은 때때로 싸움, 벤치 클리어링으로 이어질 수 있다. 빈볼 투구 자체의 위험성과 뒤이은 싸움의 가능성 때문에, 보통 심판은 빈볼을 던진 투수에게 출장정지를 때리고 계속 타자에게 공을 던지는 투수는 퇴장될 수 있음을 경고한다. 심판의 판단에 따라, 투수에게 빈볼을 던질 것을 독려하는 감독은 퇴장당할 수 있다.
빈볼을 맞은 선수들 중 경력에 문제가 발생하거나 아예 은퇴하기에 이른 경우가 많다. 예로 1937년 미키 코크레인은 빈볼을 맞고 의식을 잃어 7일동안 입원했고, 이후 다시는 경기를 치르지 못했다.
빈볼은 사망사고로 이어질 수도 있다. 대표적인 사례가 1920년 8월 16일 클리블랜드 인디언스 대 뉴욕 양키스전에서 클리블랜드의 유격수 레이 채프먼이 헤드헌터로 유명한 칼 메이스의 빈볼에 맞고 쓰러져 12시간 후 사망한 사건이다.
1956년, 메이저리그 베이스볼은 모든 타자들이 모자 밑에 헬멧이나 보호용 플라스틱 안감을 착용할 것을 요구했고, 1971년부터는 헬멧 착용이 의무화되었으며, 1983년부터는 귀덮개가 달린 헬멧의 착용이 의무화되었다. 대학야구, 고교야구, 청소년야구 등 마이너리그에서는 양쪽 귀를 모두 덮는 헬멧을 착용해야 한다.